# Sierra Vista, Arizona
Sierra Vista, Arizona là một thành phố thuộc quận trong tiểu bang Arizona, Hoa Kỳ. Thành phố có diện tích km2, dân số theo điều tra năm 2000 của Cục điều tra dân số Hoa Kỳ là người.